# South Sand
South Sand (kinesiska: 南沙洲) är en ö bland Paracelöarna i Sydkinesiska havet.  Paracelöarna har annekterats av Kina, men Taiwan och Vietnam gör också anspråk på dem.
Terrängen på South Sand är varierad. Öns högsta punkt är 10 meter över havet. 